# Neottia taibaishanensis
Neottia taibaishanensis là một loài thực vật có hoa trong họ Lan. Loài này được P.H.Yang & K.Y.Lang mô tả khoa học đầu tiên năm 2006.